# Lakmūj
Lakmūj (persiska: Lagmūj, لکموج) är en ort i Iran.   Den ligger i provinsen Gilan, i den norra delen av landet, 190 km nordväst om huvudstaden Teheran. Lakmūj ligger 7 meter över havet och antalet invånare är 336.
Terrängen runt Lakmūj är kuperad åt sydväst, men åt nordost är den platt. Runt Lakmūj är det ganska tätbefolkat, med 134 invånare per kvadratkilometer. Närmaste större samhälle är Langarud, 12,2 km nordväst om Lakmūj. Trakten runt Lakmūj består till största delen av jordbruksmark.